# Сильвестр (Гаевский)
Архиепископ Сильвестр (в миру Степан Ефимович Гаевский); 23 ноября 1876, село Михиринцы, Волынская губерния, Российская империя — 10 сентября 1975, Мельбурн, Австралия) — украинский религиозный деятель, епископ Лубенский (УАПЦ), позднее архиепископ в Украинской православной церкви в диаспоре, литературовед.
Действительный член Научного общества им. Тараса Шевченко, Украинской свободной академии наук, член Украинского научного общества.

## Биография
Родился 23 ноября 1876 года в селе Михиринцы Волынской губернии (ныне Теофипольский район Хмельницкой области Украина)
Выпускник двухлетней духовной школы в Почаевской лавре, затем учился в церковно-учительской семинарии в Житомире. Учительствовал в школах Волынской губернии.
В 1913 году окончил историко-филологический факультет Киевского университета святого Владимира. Ученик профессора филологии В. Н. Перетца.
После окончания университета — штатный преподаватель русского языка и литературы, а также философской пропедевтики мужской гимназии города Смела (ныне Черкасской области).
С ноября 1918 года — профессорский стипендиат Киевского университета при кафедре украинской литературы.
В январе 1919 года отправлен в г. Каменец-Подольский исследовать рукописный материал церковно-археологического музея. В 1919—1922 — преподаватель Каменец-Подольского государственного украинского университета. Приват-доцент кафедры русской литературы и языка (с 1920).
Был секретарём Государственной канцелярии Директории УНР.
В конце 1922 года переехал в Харьков. В 1923—1929 годах работал преподавателем различных вузов и школ Киева, был сотрудником Украинской академии наук.
Один из основателей и первый секретарь Киевского дома учёных (1927—1928).
В 1926—1930 — научный сотрудник Комиссии древнерусской литературы при ВУАН, в 1928—1930 — научный сотрудник древней истории Украины при ВУАН и денежного обращения кафедры истории Украины в Киеве. В 1929—1931 — профессор вуза в Полтаве, преподавал литературоведение в Криворожском педагогическом институте.
В 1922 и 1933—1934 годах — арестовывался и находился в тюрьмах. В 1933 году был арестован по делу УВО и выслан в Среднюю Азию.
В 1939—1941 гг. преподавал в г. Кременчуг.
Избран епископом Украинской автокефальной православной церкви и после развода с женой, 12 мая 1942 года рукоположён в диаконы, 13 мая — во священники, 14 мая — пострижён в монашество с именем Сильвестр, 15 мая — возведён во сан архимандрита, а 16 мая 1942 года хиротонисан в сан епископа Лубенского в храме Святого Андрея в Киеве архиепископом Никанором (Абрамовичем) и епископами Игорем (Губой) и Михаилом (Хорошим).
В 1943 году выехал в Германию. С 1949 года — в Австралии, где имел отдельный приход святого Афанасия Лубенского (Сидней).
В 1953 году избран правящим епископом с титулом архиепископа Мельбурнского и Австрало-Новозеландского (до 1975).
В 1962 г. вышел на пенсию. В 1965 присоединился к Украинской автокефальной православной церкви в диаспоре канадской митрополии.
Исследовал древнерусские летописи, различные редакции повести «Александрия», освещал церковную жизнь.

## Избранные труды
- Київські списки повісті «Александрія» — Київ, 1912
- Теорія поезії: Підручник для педперсоналу, старших груп трудової школи Соцвиху. — 2-е вид., перероб. й доп. Держвидав України. Книгоспілка — Б.м., 1924
- Літературна діяльність Ольги Кобилянської (Літературно-критичний огляд) // Україна, число 1, 1928
- «Александрія» в давній українській літературі (Пам’ятки мови та письменства давньої України. Т. III. Давня українська повість. Ч. 1). — Київ, 1929
- Церковний устрій в Україні. Новий Ульм, 1946
- Заповіть митрополита Петра Могили (1647). Видавництво «Криниця» — Корнберг, 1947
- Ладут (Червона Міль). На Чужині — 1948
- На послугах у сусідів (З пам’яток XV століття). Накладом В-ва «Орлик», 1948
- Франків «Мойсей» (Розвідка і текст поеми). Видавництво «Криниця» — Корнберг, 1948
- УАПЦ і партії для Батьківщини: Парафія св. Афанасія Лубенського в Сіднею. — Сідней, 1953
- Іван Франко: Основні ознаки творчості. — Мельбурн, 1956
- Берестейська Унія 1596 року. Видавнича Спілка «Еклезія» — Вінніпег, 1963